# Noah Clowney
Noah Clowney (Spartanburg, Carolina del Sur; 14 de julio de 2004) es un baloncestista estadounidense que pertenece a la plantilla de los Brooklyn Nets de la NBA. Con 2,06 metros de estatura, juega en la posición de ala-pívot.

## Trayectoria deportiva

### Universidad

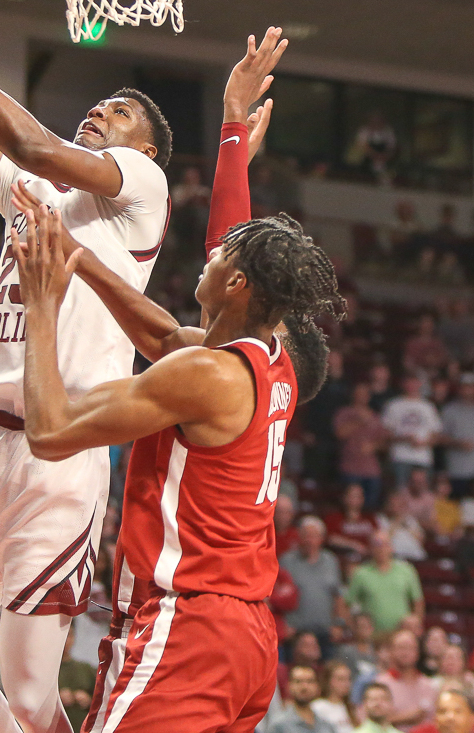
Noah Clowney con Alabama en 2023.

Jugó una temporada con los Crimson Tide de la Universidad de Alabama, en la que promedió 9,8 puntos y 7,9 rebotes por partido. Al término de la misma fue incluido en el mejor quinteto freshman de la Southeastern Conference.
El 1 de abril de 2023 se declaró para el draft de la NBA, renunciando al resto de su elegibilidad universitaria.

#### Estadísticas
| Año     | Equipo  | PJ | PT | MPP  | %TC  | %3P  | %TL  | RPP | APP | ROB | TPP | PPP |
| ------- | ------- | -- | -- | ---- | ---- | ---- | ---- | --- | --- | --- | --- | --- |
| 2022–23 | Alabama | 36 | 36 | 25.4 | .486 | .283 | .649 | 7.9 | .8  | .6  | .9  | 9.8 |

### Profesional
Fue elegido en la vigesimoprimera posición del Draft de la NBA de 2023 por Brooklyn Nets. Los Nets lo asignaron a su filial de la NBA G League, los Long Island Nets, el 1 de noviembre. Debutó en la NBA el 25 de noviembre ante Miami Heat y disputó 23 encuentros con el primer equipo esa temporada, cuatro de ellos como titular.
En su segundo año en Brooklyn disputó 46 encuentros con el primer equipo, 20 como titular, promediando 9,1 puntos por partido. El 2 de abril de 2025 fue descartado para el resto de la temporada por un esguince grave en el tobillo derecho.

## Estadísticas de su carrera en la NBA

### Temporada regular
| Año     | Equipo   | PJ | PT | MPP  | %TC  | %3P  | %TL  | RPP | APP | ROB | TPP | PPP |
| ------- | -------- | -- | -- | ---- | ---- | ---- | ---- | --- | --- | --- | --- | --- |
| 2023-24 | Brooklyn | 23 | 4  | 16.1 | .538 | .364 | .700 | 3.5 | .8  | .3  | .7  | 5.8 |
| 2024-25 | Brooklyn | 46 | 20 | 22.7 | .358 | .333 | .838 | 3.9 | .9  | .5  | .5  | 9.1 |
| Total   | Total    | 69 | 24 | 20.5 | .394 | .337 | .800 | 3.8 | .8  | .5  | .5  | 8.0 |